# 1. Bundesliga Snooker 2010/11
Die 1. Bundesliga Snooker 2010/11 war die 13. Spielzeit der höchsten deutschen Spielklasse im Snooker. Sie begann am 4. September 2010 und endete am 8. Mai 2011.
Deutscher Meister wurden zum vierten Mal in Folge die Barmer Billardfreunde.

## Abschlusstabelle
| Platz | Mannschaft             | S  | G  | U | V | Punkte | Partien |
| ----- | ---------------------- | -- | -- | - | - | ------ | ------- |
| 1     | Barmer BF (M)          | 14 | 12 | 2 | 0 | 38     | 80:32   |
| 2     | Breakers Rüsselsheim   | 14 | 8  | 3 | 3 | 27     | 63:49   |
| 3     | 1. DSC Hannover (N)    | 14 | 5  | 3 | 6 | 18     | 55:57   |
| 4     | Billard Freunde Berlin | 14 | 4  | 5 | 5 | 17     | 54:58   |
| 5     | 1. Münchner SC         | 14 | 4  | 3 | 7 | 15     | 52:60   |
| 6     | BSC Kissing (N)        | 14 | 4  | 3 | 7 | 15     | 48:64   |
| 7     | BC Stuttgart 1891 (N)  | 14 | 3  | 4 | 7 | 13     | 49:63   |
| 8     | 1. Berliner SV (N)     | 14 | 3  | 3 | 8 | 12     | 47:65   |

| Legende | Legende                                     |
| ------- | ------------------------------------------- |
|         |                                             |
| S       | Gespielte Spiele                            |
| G       | Siege                                       |
| U       | Unentschieden                               |
| V       | Niederlagen                                 |
|         | Teilnahme an der Relegation                 |
|         | Abstieg in die 2. Bundesliga                |
| (M)     | Titelverteidiger                            |
| (N)     | Neuzugang, Aufsteiger aus der 2. Bundesliga |

## Kreuztabelle
Die Kreuztabelle stellt die Ergebnisse aller Spiele dieser Saison dar. Die Heimmannschaft ist in der linken Spalte, die Gastmannschaft in der oberen Zeile aufgelistet.
|                        | BBF | BRÜ | DSC | BFB | MSC | KIS | STG | BSV |
| ---------------------- | --- | --- | --- | --- | --- | --- | --- | --- |
| Barmer BF              |     | 6:2 | 7:1 | 6:2 | 5:3 | 7:1 | 6:2 | 6:2 |
| Breakers Rüsselsheim   | 4:4 |     | 1:7 | 6:2 | 6:2 | 7:1 | 5:3 | 6:2 |
| 1. DSC Hannover        | 1:7 | 3:5 |     | 4:4 | 4:4 | 6:2 | 4:4 | 7:1 |
| Billard Freunde Berlin | 4:4 | 3:5 | 6:2 |     | 5:3 | 4:4 | 6:2 | 4:4 |
| 1. Münchner SC         | 3:5 | 5:3 | 3:5 | 4:4 |     | 6:2 | 4:4 | 3:5 |
| BSC Kissing            | 3:5 | 4:4 | 5:3 | 6:2 | 6:2 |     | 2:6 | 5:3 |
| BC Stuttgart 1891      | 1:7 | 4:4 | 3:5 | 5:3 | 3:5 | 5:3 |     | 3:5 |
| 1. Berliner SV         | 3:5 | 3:5 | 5:3 | 3:5 | 3:5 | 4:4 | 4:4 |     |

## Relegation
Die Relegation fand vom 4. bis 5. Juni 2011 im Vereinsheim des 1. SC Breakers Rüsselsheim statt. Der BSC Kissing traf als Sechstplatzierter der ersten Liga auf die Zweitplatzierten der beiden Staffeln der 2. Bundesliga, den 1. SC Dortmund und den Kölner Snooker Club. Die Dortmunder konnten sich mit einem klaren Sieg gegen Köln und einem Unentschieden gegen Kissing durchsetzen und stiegen erstmals in die 1. Bundesliga auf. Da der PSC Kaufbeuren, der als Meister der Südstaffel der 2. Bundesliga aufstiegsberechtigt war, seine Mannschaft zur folgenden Saison zurückzog, stieg der Kölner SC als Zweitplatzierter der Relegation ebenfalls auf.

### Ergebnisse
|                | Ergebnis |                     |
| -------------- | -------- | ------------------- |
| 1. SC Dortmund | 7:1      | Kölner Snooker Club |
| 1. SC Dortmund | 4:4      | BSC Kissing         |
| BSC Kissing    | 3:5      | Kölner Snooker Club |

### Tabelle
| Platz | Mannschaft          | S | G | U | V | Punkte | Partien |
| ----- | ------------------- | - | - | - | - | ------ | ------- |
| 1     | 1. SC Dortmund      | 2 | 1 | 1 | 0 | 4      | 11:5    |
| 2     | Kölner Snooker Club | 2 | 1 | 0 | 1 | 3      | 6:10    |
| 3     | BSC Kissing         | 2 | 0 | 1 | 1 | 1      | 7:9     |

## Einzelrangliste
| Platz | Spieler               | Verein                 | Partien |
| ----- | --------------------- | ---------------------- | ------- |
| 1     | Sascha Lippe          | Billard Freunde Berlin | 22:4    |
| 2     | Sascha Diemer         | 1. Münchner SC         | 21:3    |
| 3     | Johan D’Hondt         | BC Stuttgart 1891      | 19:5    |
| 4     | Christian Gabriel     | Billard Freunde Berlin | 19:9    |
| 5     | Naresh Samarawickrama | 1. DSC Hannover        | 18:4    |
| 6     | Mario Burot           | 1. Berliner SV         | 18:9    |
| 7     | Phil Barnes           | Barmer BF              | 17:7    |
| 8     | Sascha Breuer         | 1. DSC Hannover        | 17:11   |
| 9     | Wolfgang Brandmeier   | BSC Kissing            | 16:12   |
| 10    | Patrick Einsle        | Barmer BF              | 15:0    |
| 11    | Stefan Kasper         | Barmer BF              | 15:3    |
| 12    | Ernst Seckes          | Breakers Rüsselsheim   | 15:10   |
| 13    | Rene van Rijsbergen   | Barmer BF              | 11:4    |
| 14    | Michael Heeger        | Breakers Rüsselsheim   | 11:4    |
| 15    | Warren Smith          | BSC Kissing            | 11:11   |
| 16    | Thomas Egger          | BSC Kissing            | 11:17   |
| 17    | Thomas Hein           | Barmer BF              | 10:4    |
| 18    | Olaf Thode            | Breakers Rüsselsheim   | 10:10   |
| 19    | Thomas Weidner        | 1. Berliner SV         | 10:12   |
| 20    | Davut Dikme           | BC Stuttgart 1891      | 10:13   |
| 21    | Sanjin Kusan          | 1. Münchner SC         | 10:14   |
| 22    | Miro Popovic          | Barmer BF              | 9:7     |
| 23    | Christoph Gawlytta    | 1. DSC Hannover        | 9:9     |
| 24    | Güney Dikme           | BC Stuttgart 1891      | 9:10    |
| 25    | Markus Hertle         | BSC Kissing            | 9:18    |
| 26    | Jörn Hannes-Hühn      | Breakers Rüsselsheim   | 8:4     |
| 27    | Julian Matthias       | 1. DSC Hannover        | 8:15    |
| 28    | Stefan Schenk         | 1. Berliner SV         | 8:20    |
| 29    | Holger Marth          | Breakers Rüsselsheim   | 7:7     |
| 30    | Julian Breier         | 1. Münchner SC         | 7:9     |
| 31    | Werner Pilz           | 1. Münchner SC         | 7:13    |
| 32    | Dominik Rohde         | 1. Berliner SV         | 7:17    |
| 33    | Armin Schmidt         | Breakers Rüsselsheim   | 6:6     |
| 34    | Alexander Tutschek    | Billard Freunde Berlin | 6:16    |
| 35    | André Rusche          | Billard Freunde Berlin | 6:18    |
| 36    | Jörg Simon            | Breakers Rüsselsheim   | 5:7     |
| 37    | Lasse Münstermann     | 1. Berliner SV         | 4:0     |
| 38    | Thomas Höltschl       | BC Stuttgart 1891      | 4:12    |
| 39    | Michael Betzinger     | 1. Münchner SC         | 4:12    |
| 40    | Wladimir Ponomarenko  | BC Stuttgart 1891      | 3:4     |
| 41    | Thomas Senne          | BC Stuttgart 1891      | 3:6     |
| 42    | Frank Schiller        | Barmer BF              | 3:7     |
| 43    | José de la Rosa       | 1. Münchner SC         | 3:9     |
| 44    | Felix Frede           | 1. DSC Hannover        | 3:13    |
| 45    | Kevin Malz            | Breakers Rüsselsheim   | 1:0     |
| 46    | Claus Kawalla         | Billard Freunde Berlin | 1:3     |
| 47    | Roberto Abart         | BSC Kissing            | 1:5     |
| 48    | Max Klinsmann         | BC Stuttgart 1891      | 1:9     |
| 49    | Luise Kraatz          | Billard Freunde Berlin | 0:2     |
| 50    | Walter Krebs          | 1. Berliner SV         | 0:2     |
| 51    | Thomas Moser          | BC Stuttgart 1891      | 0:4     |
| 52    | Thomas Lorenz         | 1. Berliner SV         | 0:5     |
| 53    | David Lis             | 1. DSC Hannover        | 0:5     |
| 54    | Thomas Schleske       | Billard Freunde Berlin | 0:6     |

## Century-Breaks
Vier Spieler erzielten je ein Century-Break.
| Lasse Münstermann | 127 |
| Patrick Einsle    | 110 |
| Christian Gabriel | 100 |
| Werner Pilz       | 100 |